# Eubostrychoceras
Eubostrychoceras (лат.) — вымерший род аммонитов со спирально закрученной, штопорообразной раковиной, обитавших в позднем меловом периоде (средний туронский-кампанский века). Род включается в семейство Nostoceratidae подотряда Ancyloceratina.
Раковина Eubostrychoceras закручена в слабую или тугую спираль, образующую штопор с открытым пустым пупком посередине. Закрутка обычно правая (сторона правой руки). Витки покрыты умеренно прочными прямыми поперечными рёбрами. Апертура, или апертурный конец раковины, меняет общее направление и направлен вверх или загнут назад. Швы умеренно сложные. Сифункул расположен посередине боковой стороны.
Eubostrychoceras широко распространился в позднем меловом периоде: его окаменелости найдены в Антарктике, Японии, Испании, на востоке России, Аляске, на острове Ванкувер, американской территории Западного внутреннего моря, Германии и на Мадагаскаре. В 2001 году аммонит обнаружен в формации Матануска. E. japonicum найден в туронском ярусе, вероятно, в средних слоях. Исходя из сходства текстур и закручивания раковины, а также стратиграфического родства, предполагается, что E. valdelaxum из Японии эволюционировал от E. japonicum.
В числе родственных родов Anaklinoceras, Bostrychoceras, Didymoceras и Nostoceras.